# Суини Тод: Бръснарят демон от Флийт Стрийт
Суини Тод: Бръснарят демон от Флийт Стрийт (на английски: Sweeney Todd: The Demon Barber of Fleet Street) е филм от 2007 г., режисиран от Тим Бъртън. Адаптация по номинирания за награда Тони музикален трилър на Стивън Зондхайм и Хю Уийлър от 1979, лентата разказва за викторианската мелодраматична история на Суини Тод, английски бръснар, който убива клиентите си с помощта на бръснач и подпомаган от съучастничката си г-жа Ловет ги превръща в месни пайове.

## Сюжет
Внимание:  Текстът по-долу разкрива сюжета на произведението (или части от него)!
Причината, поради която Тод върши тези ужасни престъпления е, че преди 15 години е живял в Лондон със своята красива съпруга Луси и малката им дъщеричка Джоана, която тогава е още бебе. Истинското име на бръснаря е Бенджамин Баркър и той преди е бил щастлив със семейството си, но точно тогава са се появили проблемите. В Лондон е живял по онова време и жестокият съдия Търпин, който се влюбва в Луси Баркър и за да отстрани своята единствена пречка, той обвинява несправедливо Бенджамин и по негова заповед бръснарят е заточен надалеч от жена си и детето си за много дълго време. След 15 години Бенджамин Баркър се връща в Лондон под името Суини Тод, за да си върне семейството, но тогава намира пекарката г-жа Лъвет, която използва старото им жилище за свой дом и пекарна. Тя веднага го познава и му разказва как е постъпил съдията с жена му и колко съсипана е била тя, заради което се е самоубила, и също дъщеря му сега живее в дома на злосторника, който я е осиновил ката своя. В началото единствената цел на Тод е да си върне дъщерята и да отмъсти за смъртта на жена си, но постепенно се озлобява все повече и започва да избива всички свои клиенти, които се използват като плънка за пайове, тъй като в Лондон времената са тежки, месото е скъпо, поради което много пекарни използват мъртви котки, но според г-жа Лъвет е срамота да се хаби толкова месо, независимо че е човешко, а и това им спестява постоянното изхвърляне на трупове. Всъщност се оказва, че Луси, съпругата на бръснаря не се е самоубила, както твърди пекарката, но това става ясна накрая, когато самият Суини я убива, понеже не знае коя е. Г-жа Лъвет също умира, защото е знаела истината, но умишлено е излъгала за смъртта на Луси Бакър, заради което бръснарят я убива, щом научава. Все пак съдията също не остава ненаказан, а накрая и самият Суини Тод е убит, но във филма не става ясно какъв точно е краят на дъщеря му Джоана, която също преживява голям кошмар и все пак се освобождава от злия Търпин и намира любовта-морякът Антъни, който я спасява от съдията и възнамерява да я отведе далеч и може би това става, но в мрачния мюзикъл на Тим Бъртън тази част е пропусната.